# 嬰靈
嬰靈，在台灣民俗信仰中，指因墮胎、生病或意外流產等原因而無法出生的胎兒，或是因殺嬰或意外，出生後夭折的嬰兒，他們的靈魂在死後會無法投胎轉世，保持如同嬰兒或幼兒的外形，成為嬰靈。民俗信仰認為，嬰靈會對他們父母帶來不幸，需要經由宗教儀式來進行超渡，使他們靈魂離開。嬰靈信仰的原型，一般認為來自於日本的水子供養觀念，在1970年代在台灣出現，傳播到中國與東南亞等地。嬰靈信仰盛行於宮廟與佛教寺院中，帶有佛、道混合的風格，這個信仰也影響到部份新教教會與天主教會。

## 起源
在中國明朝時，因存在殺嬰與墮胎與習俗，傳統佛教及道教在進行超渡法會時，會列入早逝幼兒，但沒有特別針對嬰幼兒單獨祭祀的儀式，也沒有發展出嬰靈的說法。
台灣的嬰靈信仰起源自1970年代。一般認為，1975年在台灣苗栗縣造橋鄉建立的龍湖宮，是台灣最早供奉嬰靈的寺廟。部份宗教領袖，以及幾位據說擁有通靈能力的人士，如施寄青、索菲亞等人，皆認為有嬰靈存在，但在傳統主流信仰的經典中，關於嬰靈信仰有關的依據不多，在古代記載中，也很少提到有嬰靈說法。
至1980年代，台灣報紙出現大量廣告，宣稱可超渡嬰靈。學者認為，這與1985年台灣通過《優生保育法》有關。

## 佛教看法
在佛教中，如海濤法師及淨空法師等人，曾提倡過嬰靈說法。主張經由誦唸《地藏菩薩本願經》，或建立超薦蓮位來超渡嬰靈。
根據佛教經典，當人過世時，會成為中陰，隨業力而投胎。印順法師認為，嬰靈信仰者引用的佛教經典《佛說長壽滅罪護諸童子陀羅尼經》，為後世偽託，嬰靈信仰並不符合佛教教義，所謂嬰靈之說是父母因為罪惡感而產生的心理不安。聖嚴法師也曾認為嬰靈之說，非正統佛教信仰。

## 道教觀點
自宋朝之後，道教有冤親債主的說法，如《太上三生解冤妙經》中，有嬰兒形成冤魂，對父母不利的說法。但在傳統道教科儀中，沒有針對嬰靈超渡的儀式。